# Komoq
Komoq (persiska: كمق, كومَك, كَمَق) är en ort i Iran.   Den ligger i provinsen Ardabil, i den nordvästra delen av landet, 400 km nordväst om huvudstaden Teheran. Komoq ligger 1 548 meter över havet och antalet invånare är 166.
Terrängen runt Komoq är lite bergig. Runt Komoq är det ganska glesbefolkat, med 38 invånare per kvadratkilometer. Närmaste större samhälle är Nīlaq, 6,7 km norr om Komoq. Trakten runt Komoq består i huvudsak av gräsmarker.